# Wereldkampioenschappen schoonspringen 2019 – tienmetertoren synchroon mannen
Het synchroonspringen vanaf de tienmetertoren voor mannen tijdens de wereldkampioenschappen schoonspringen 2019 vond plaats op 15 juli 2019 in het Nambu University Municipal Aquatics Center in Gwangju.

## Uitslag
Finalisten zijn de eerste 12 genoemde deelnemers, aangegeven met groen.
| Rang   | Land                   | Namen                                  | Voorronde | Voorronde | Finale        | Finale        |
| Rang   | Land                   | Namen                                  | Punten    | Rang      | Punten        | Rang          |
| ------ | ---------------------- | -------------------------------------- | --------- | --------- | ------------- | ------------- |
| Goud   | China                  | Cao Yuan Chen Aisen                    | 460.29    | 1         | 486.93        | 1             |
| Zilver | Rusland                | Aleksandr Bondar Viktor Minibajev      | 407.37    | 3         | 444.60        | 2             |
| Brons  | Verenigd Koninkrijk    | Tom Daley Matty Lee                    | 416.28    | 2         | 425.91        | 3             |
| 4      | Oekraïne               | Oleg Serbin Oleksij Sereda             | 339.21    | 11        | 412.62        | 4             |
| 5      | Australië              | Domonic Bedggood Declan Stacey         | 370.29    | 9         | 411.24        | 5             |
| 6      | Zuid-Korea             | Kim Yeong-nam Woo Ha-ram               | 377.91    | 7         | 401.67        | 6             |
| 7      | Mexico                 | Kevin Berlin Ivan García               | 387.33    | 5         | 400.71        | 7             |
| 8      | Verenigde Staten       | Benjamin Bramley Steele Johnson        | 373.80    | 8         | 383.79        | 8             |
| 9      | Armenië                | Vladimir Harutyunyan Lev Sargsyan      | 336.48    | 12        | 372.48        | 9             |
| 10     | Duitsland              | Timo Barthel Lou Massenberg            | 378.96    | 6         | 368.25        | 10            |
| 11     | Canada                 | Vincent Riendeau Nathan Zsombor-Murray | 397.38    | 4         | 368.19        | 11            |
| 12     | Brazilië               | Kawan Pereira Isaac Filho              | 342.06    | 10        | 348.78        | 12            |
| 13     | Maleisië               | Jellson Jabillin Hanis Jaya            | 333.90    | 13        | Uitgeschakeld | Uitgeschakeld |
| 14     | Griekenland            | Nikolaos Molvalis Athanasios Tsirikos  | 332.64    | 14        | Uitgeschakeld | Uitgeschakeld |
| 15     | Dominicaanse Republiek | Frandiel Gómez José Ruvalcaba          | 330.99    | 15        | Uitgeschakeld | Uitgeschakeld |
| 16     | Thailand               | Conrad Lewandowski Thitipoom Marksin   | 277.86    | 16        | Uitgeschakeld | Uitgeschakeld |
| 17     | Oezbekistan            | Botir Chasanov Marsel Zajnetdinov      | 255.45    | 17        | Uitgeschakeld | Uitgeschakeld |